# Gran Premio Città di Misano Adriatico 2005
Il Gran Premio Città di Misano Adriatico 2005, terza edizione della corsa e valida come evento dell'UCI Europe Tour 2005, si svolse il 17 settembre 2005, per un percorso totale di 192,4 km. Fu vinto dall'argentino Guillermo Rubén Bongiorno che giunse al traguardo con il tempo di 4h40'00" alla media di 41,229 km/h.
Partenza con 147 ciclisti, dei quali 106 portarono a termine il percorso.

## Ordine d'arrivo (Top 10)
| Pos. | Corridore           | Squadra      | Tempo    |
| ---- | ------------------- | ------------ | -------- |
| 1    | Guillermo Bongiorno | Panaria      | 4h40'00" |
| 2    | Paride Grillo       | Panaria      | s.t.     |
| 3    | Brett Lancaster     | Panaria      | s.t.     |
| 4    | Murilo Fischer      | Naturino     | s.t.     |
| 5    | Enrico Degano       | Barloworld   | s.t.     |
| 6    | Enrico Gasparotto   | Liquigas     | s.t.     |
| 7    | Marco Marcato       | Androni-3C   | s.t.     |
| 8    | Ivan Fanelli        | LPR-Piacenza | s.t.     |
| 9    | Ruggero Marzoli     | Acqua & Sap. | s.t.     |
| 10   | Giuseppe Palumbo    | Acqua & Sap. | s.t.     |